# 伊豆山神社
伊豆山神社是日本静冈县熱海市的一座神道神社。在其漫长的历史中，该神社有许多名字，其中就包括走汤神社。该神社的主要节日（例祭）位於每年的4月14日、4月15日、4月16日。公元594年这里已经存在神社，不過神社的实际建立日期不详。

## 軼聞
這裡相傳是鎌倉幕府初代征夷大將軍源賴朝與御台所北條政子結緣的地點，因而有信眾來此祈求姻緣。